# Dateiserver
Ein Dateiserver (oder aus engl. file server auch Fileserver genannt) ist ein Rechner, der Dateisysteme oder zumindest einen Teil eines Dateisystems in einem Rechnernetz zur Verfügung stellt. 

## Funktionen
Die Hauptaufgabe eines Dateiservers ist es, mehreren Benutzern Zugriff auf Dateien zu gewähren. Die Kontrolle der Zugriffsrechte erfolgt durch den Server selbst oder über die Dateiberechtigungen im Dateisystem.
Die zentrale Speicherung von Dateien hat folgende Vorteile bzw. Gründe:
- bei entsprechender Organisation besserer Überblick über vorhandene Daten
- Vermeidung von Konflikten zwischen unterschiedlichen Versionen eines Dokuments
- zentrale Rechtevergabe für Dateien, mit ACLs sehr feingranular
- Arbeitsgruppen können mit denselben Dateien arbeiten, ohne sie auf Wechselmedien transportieren zu müssen
- Möglichkeit zur automatischen Versionierung oder Revision
- Datensicherungen sind einfacher und günstiger, da nicht Daten auf jedem Client einzeln gesichert werden müssen. Bei entsprechendem Dateisystem, Logical Volume Manager oder Disk-Array können während des laufenden Betriebs Snapshots gemacht werden.

Unter fast jedem Betriebssystem kann ein Dateiserver eingerichtet werden. Üblich sind Dateiserver unter Linux-Distributionen, NetWare, Windows und Unix.

## Protokolle
Als Netzwerkprotokoll wird im Internet üblicherweise FTP, dessen abgesicherte Varianten SCP und SFTP oder WebDAV eingesetzt. In Intranets wird in Windows- und Mac-Umgebungen in der Regel SMB/CIFS verwendet, in Unix-Umgebungen eher NFS.

## Hardware
Ein Dateiserver hat meist mehrere, große Festplattenlaufwerke, die in einem RAID-System verbunden sind. Meist werden spezielle Festplattentypen eingesetzt, die auf Dauerbetrieb optimiert sind.